# ESO 280-SC06
ESO 280-SC06（也稱為ESO 280-6）是位於天壇座的一個球狀星團，距離太陽69,800光年。這個星團被收錄在位於智利的歐洲南方天文台編輯的星表內，因此有這樣的名稱。影像和赫羅圖顯示這是一個星數稀少和有著緊湊核心的球狀星團。